# Micki King
Maxine Joyce King, nota anche come Micki King (Pontiac, 26 luglio 1944), è un'ex tuffatrice statunitense.

## Biografia
Ha rappresentato gli Stati Uniti d'America nel concorso dei tuffi dal trampolino 3 metri ai Giochi olimpici di Città del Messico 1968, dove ha concluso al quarto posto,era stata in testa sino al nono tuffo poi si ruppe un braccio,volle eseguire anche l'ultimo tuffo ma non riuscì a rimanere sul podio.
Ai Giochi olimpici di Monaco di Baviera 1972 ha gareggiato nel concorso della piattaforma 10 metri, chiudendo al 5 posto, ed in quello del trampolino 3 metri, dove ha vinto la medaglia d'oro.
Nel 1978 è stata inclusa nell'International Swimming Hall of Fame.

## Palmarès
- Giochi olimpici

Monaco di Baviera 1972: oro nel trampolino 3 m;
- Giochi panamericani

Winnipeg 1967: argento nel trampolino 3 m;
Cali 1971: argento nel trampolino 3 m;